# Jason Momoa
Joseph Jason Namakaeha Momoa, noto semplicemente come Jason Momoa  (Honolulu, 1º agosto 1979), è un attore e modello statunitense di origine Hawaiiana.

Firma di Jason Momoa

È conosciuto principalmente per aver interpretato il personaggio di Ronon Dex nella serie Stargate Atlantis, di Khal Drogo ne Il Trono di Spade e di Aquaman nel DC Extended Universe.

## Biografia

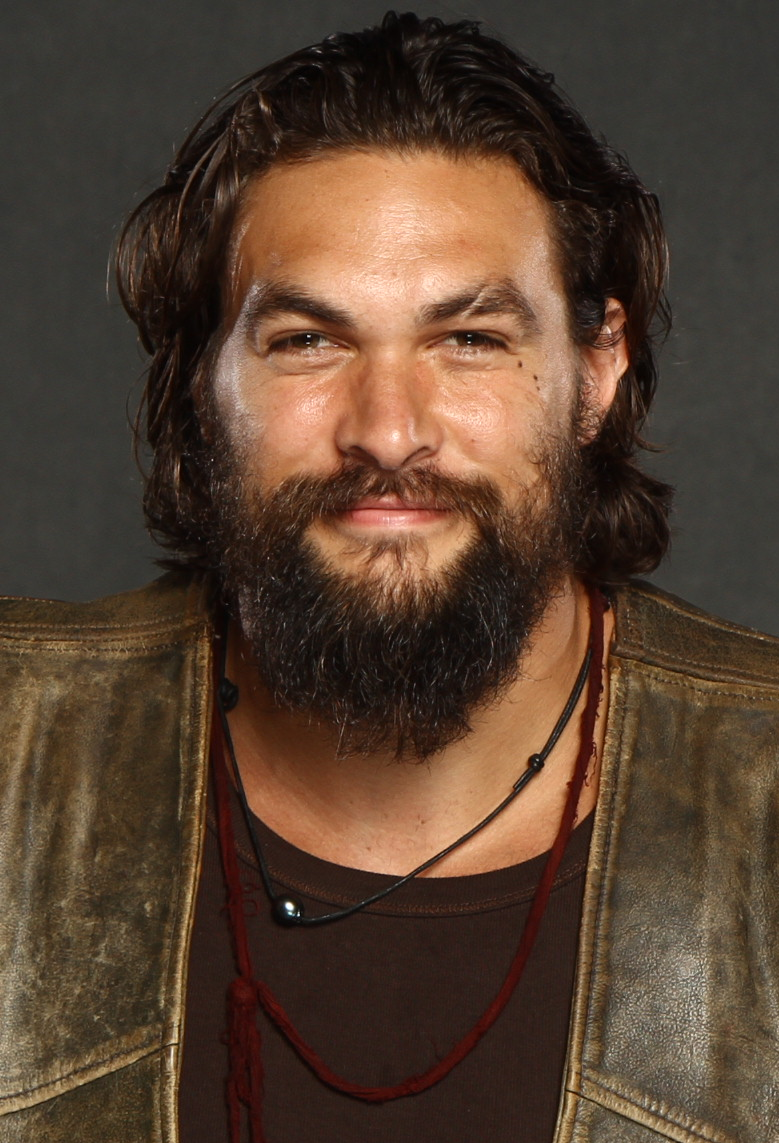
Jason Momoa al Supercon nel 2014

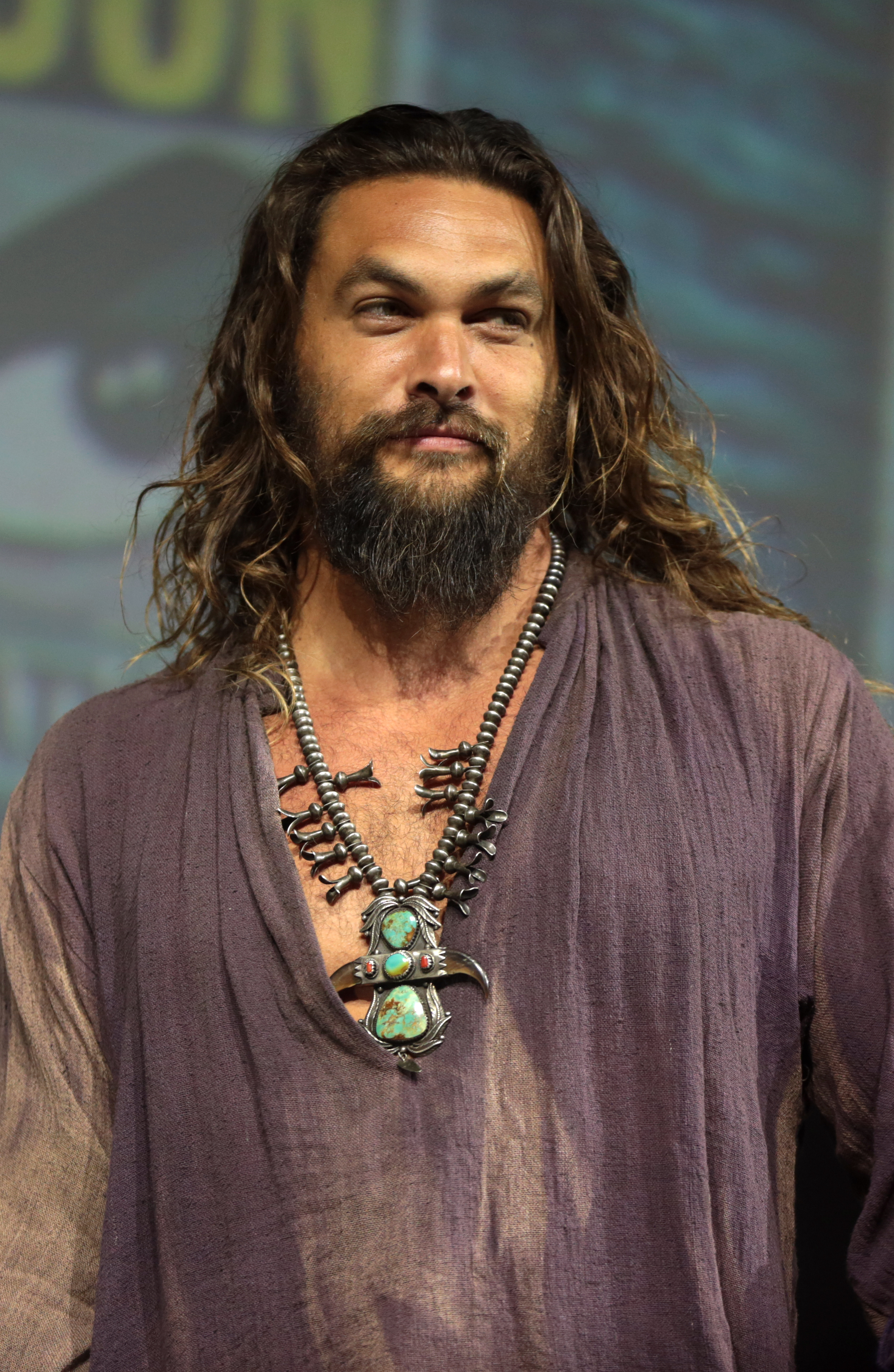
Jason Momoa al SDCC 2018

Nato a Honolulu, nelle Hawaii, si trasferisce in giovane età a Norwalk, nell'Iowa, dove viene cresciuto dalla madre Coni Lemke, una fotografa statunitense di origini tedesche, irlandesi e native americane, mentre il padre, Joseph Momoa, un pittore statunitense di origini native hawaiiane, resta a Honolulu. È inoltre nipote dei fratelli surfisti Bryan e Rusty Keaulana, che gli hanno trasmesso la passione per vari sport su tavola e non. Conclusa la High School, inizia a studiare biologia marina in un college nell'Iowa, studiando per un periodo nelle Florida Keys. Decide poi di cambiare corso e si laurea in Biologia della fauna selvatica all'Università del Colorado. Prima della laurea, fa ritorno alle Hawaii per ricongiungersi con il padre.
Nel 1998 inizia a lavorare come fotomodello per il designer internazionale Takeo, che lo porta a vincere nel 1999 il titolo di modello dell'anno e miglior bellezza maschile delle Hawaii. Per merito della notorietà raggiunta, lo stesso anno viene notato dai produttori statunitensi di Baywatch, che lo aggiungono alla serie televisiva nel personaggio di Jason Ioane per le ultime due stagioni 1999-2001, rendendolo noto anche al pubblico.
Nel 2003 è apparso nel film Baywatch - Matrimonio alle Hawaii, interpretando lo stesso ruolo della serie TV. Lo stesso anno ottiene un ruolo per il film TV Ritorno a Kauai, e l'anno dopo nella breve serie North Shore (2004-2005). Nel 2004 per Momoa arriva la prima apparizione sul grande schermo, con il film Arrivano i Johnson di Christopher Erskin. Dal 2005 al 2009 partecipa al telefilm fantascientifico Stargate Atlantis, nel ruolo, anch'esso celebre, dello specialista soldato Ronon Dex.
Nel 2011 lavora nella serie televisiva HBO Il Trono di Spade interpretando il ruolo di Khal Drogo, lo stesso anno è il protagonista Conan il barbaro in Conan the Barbarian, che fa da reboot-franchising alla pellicola Conan il barbaro del 1982, in cui il personaggio creato da Robert E. Howard è interpretato da Arnold Schwarzenegger e che ebbe molto più successo del più recente rifacimento. Nel 2012 l'attore è nel film di Walter Hill Jimmy Bobo - Bullet to the Head, al fianco di Sylvester Stallone.
Nell'ottobre 2014 viene annunciato che Momoa vestirà i panni del supereroe Aquaman in una breve sequenza del secondo film del DC Extended Universe Batman v Superman: Dawn of Justice, diretto da Zack Snyder, in uscita nelle sale nel 2016. Dal 2016 diventa protagonista nella serie Netflix Frontiera recitando la parte di Declan Harp. Nel 2017 recita insieme a Bruce Willis nel film C'era una volta a Los Angeles. Momoa riprende poi più ampiamente il ruolo di Aquaman nei successivi film del DCEU, a partire da Justice League (2017), Aquaman (2018), Zack Snyder's Justice League (2021), nella serie televisiva Peacemaker (2022), The Flash (2023) e Aquaman e il regno perduto (2023). Nel 2021 interpreta Duncan Idaho nel film Dune, mentre nel 2023 approda nella saga di Fast & Furious interpretando Dante Reyes, l'antagonista principale del film Fast X.
Nel 2025 ha un ruolo da protagonista nell'adattamento del videogioco Minecraft, dal titolo Un film Minecraft, nel quale Momoa è presente anche in veste di produttore.
Il 30 dicembre 2024 viene annunciato che interpreterà Lobo nel nuovo franchise della DC, il DC Universe (DCU) dove sarà introdotto in Supergirl che uscirà il 26 giugno 2026.

## Vita privata
È stato sposato con l'attrice Lisa Bonet, dalla quale, il 23 luglio 2007, ha avuto una figlia, Lola Iolani Momoa, e, il 15 dicembre 2008, un figlio, Nakoa-Wolf Manakauapo Namakaeha Momoa. I due si sono ufficialmente sposati nell'ottobre 2017. Momoa è anche diventato il patrigno di Zoë Kravitz, nata dal primo matrimonio della Bonet con Lenny Kravitz. All'inizio del 2022 la coppia ha annunciato la propria separazione. Dal 2024 ha una relazione con l’attrice portoricana Adria Arjona.
Il 15 novembre 2008 è stato sfregiato al viso con un bicchiere rotto da un altro cliente del Birds Cafe, a Hollywood. Ha ricevuto 140 punti durante l'intervento ricostruttivo, ma gli è comunque rimasta una cicatrice ben visibile. Momoa ha appreso le arti marziali miste per recitare in Conan the Barbarian e Stargate Atlantis. Inoltre, è un grande appassionato di rugby, sport che ha praticato durante l'adolescenza, ed è tifoso degli All Blacks. È inoltre un grande fan dei Black Sabbath. È un grande appassionato di choppers della Harley Davidson, infatti ne possiede una vera e propria collezione, a tal punto da esser testimonial della casa americana con una linea di abbigliamento (Harley Davidson Museum x Jason Momoa Collection).

## Filmografia

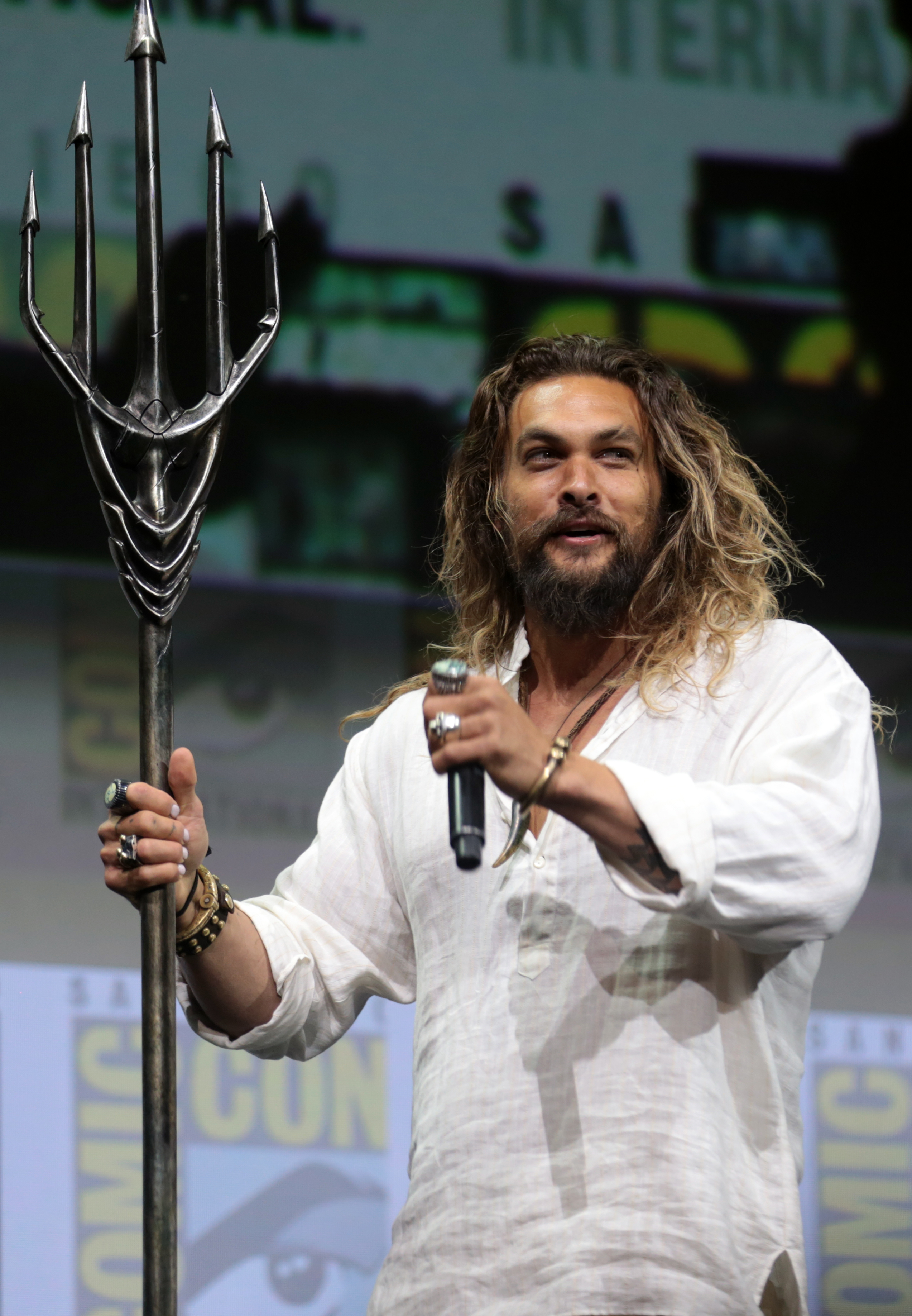
Jason Momoa al San Diego Comic-Con International 2017 con il tridente di Aquaman

### Attore

#### Cinema
- Arrivano i Johnson (Johnson Family Vacation), regia di Christopher Erskin (2004)
- Pipeline, regia di Jordan Alan (2007)
- Conan the Barbarian, regia di Marcus Nispel (2011)
- Jimmy Bobo - Bullet to the Head (Bullet to the Head), regia di Walter Hill (2012)
- Road to Paloma, regia di Jason Momoa (2014)
- Debug, regia di David Hewlett (2014)
- Wolves, regia di David Hayter (2014)
- Batman v Superman: Dawn of Justice, regia di Zack Snyder (2016) – cameo; Arthur Curry / Aquaman
- The Bad Batch, regia di Ana Lily Amirpour (2016)
- Sugar Mountain, regia di Richard Gray (2016)
- C'era una volta a Los Angeles (Once Upon a Time in Venice), regia di Mark Cullen e Robb Cullen (2017)
- Justice League, regia di Zack Snyder e Joss Whedon (2017) – Arthur Curry / Aquaman
- Braven - Il coraggioso (Braven), regia di Lin Oeding (2018)
- Aquaman, regia di James Wan (2018) – Arthur Curry / Aquamam
- Zack Snyder's Justice League, regia di Zack Snyder (2021) – Arthur Curry / Aquaman
- Sweet Girl, regia di Brian Andrew Mendoza (2021)
- Dune, regia di Denis Villeneuve (2021) – Duncan Idaho
- Slumberland - Nel mondo dei sogni, regia di Francis Lawrence (2022)
- Fast X, regia di Louis Leterrier (2023)
- The Flash, regia di Andy Muschietti (2023) – cameo non accreditato; Arthur Curry / Aquaman
- Aquaman e il regno perduto (Aquaman and the Lost Kingdom), regia di James Wan (2023) – Arthur Curry / Aquaman
- The Fall Guy, regia di David Leitch (2024) - cameo
- Un film Minecraft, regia di Jared Hess (2025)

#### Televisione
- Baywatch – serie TV, 44 episodi (1999-2001)
- Baywatch - Matrimonio alle Hawaii (Baywatch: Hawaiian Wedding), regia di Douglas Schwartz – film TV (2003)
- Ritorno a Kauai (Tempted), regia di Maggie Greenwald – film TV (2003)
- North Shore – serie TV, 21 episodi (2004-2005)
- Stargate Atlantis – serie TV, 78 episodi (2005-2009)
- The Game – serie TV, 4 episodi (2009)
- Il Trono di Spade (Game of Thrones) – serie TV, 10 episodi (2011-2012)
- The Red Road – serie TV, 12 episodi (2014-2015)
- Drunk History – serie TV, episodi 2x03-2x09 (2014-2015)
- Frontiera (Frontier) – serie TV, 18 episodi (2016-2018)
- See – serie TV, 24 episodi (2019-2022)
- Peacemaker – serie TV, episodio 1x08 (2022) – cameo
- Chief of War – serie TV (2025 in corso)

### Doppiatore
- The LEGO Movie 2 - Una nuova avventura (The Lego Movie 2: The Second Part), regia di Mike Mitchell (2019) – Arthur Curry / Aquaman
- I Simpson (The Simpsons) - serie animata, episodio 31x14 (2020)

### Produttore
- Un film Minecraft (A Minecraft Movie), regia di Jared Hess (2025)

## Doppiatori italiani
Nelle versioni in italiano delle opere in cui ha recitato, Jason Momoa è stato doppiato da:
- Francesco De Francesco in C'era una volta a Los Angeles, Justice League, Braven - Il coraggioso, Aquaman, See, Zack Snyder's Justice League, Sweet Girl, Dune, Peacemaker, Slumberland - Nel mondo dei sogni, Fast X, The Flash, Aquaman e il regno perduto, The Fall Guy, Un film Minecraft
- Massimo Bitossi in Jimmy Bobo - Bullet to the Head, Frontiera, The Bad Batch
- Fabio Boccanera in Baywatch, Baywatch - Matrimonio alle Hawaii, Conan the Barbarian
- Massimiliano Virgilii in Stargate Atlantis, Il Trono di Spade
- Christian Iansante in North Shore

Da doppiatore è sostituito da:
- Francesco De Francesco in The LEGO Movie 2 - Una nuova avventura, I Simpson